# Цмин золотистый
Бессмертник золотистый (лат. Helichrysum callichrysum) — многолетнее травянистое растение, вид рода Бессмертник (Helichrysum) семейства Астровые (Asteraceae).

## Распространение и экология
Ареал вида охватывает Закавказье и Иран.
Произрастает на сухих каменистых склонах в верхнем горном и альпийском поясах.

## Ботаническое описание
Корень деревянистый, многоглавый, толщиной 3—5 мм. Цветоносные побеги одиночные или, чаще, в числе нескольких, высотой 15—20 см, прямостоящие, образующие вместе с розетками бесплодных побегов рыхлую дерновинку.
Листья цветоносных побегов длиной 3—5 см, самые верхние короче, линейные до линейно-ланцетовидных, приострённые, обычно с сильно завёрнутыми вовнутрь краями, серповидно- или неправильно изогнутые, покрытые, как и стебель, паутинисто-войлочным опушением. Листья бесплодных побегов несколько длиннее и шире, с выдающейся средней жилкой, со слегка завёрнутыми вовнутрь краями.
Корзинки 60—70-цветковые, иногда 100, на длинных густо войлочно опушенных ножках, часто снабженных небольшими редуцированными листьями, шаровидные или сплюснуто-шаровидные, шириной 15—18 мм, расположенные на верхушке стеблей одиночно или, чаще, по 2—3 (редко их больше). Листочков обёртки около 80, золотистых, блестящих, с более менее выраженной продольной складчатостью, по краю слегка зазубренные или несколько разорванные, расположенные в 6—7 рядов.

## Таксономия
Вид Бессмертник золотистый входит в род Бессмертник (Helichrysum) трибы Gnaphalieae подсемейства Астровые (Asteroideae) семейства Астровые (Asteraceae) порядка Астроцветные (Asterales).
|  |                                      |  |                                                              |                                                              |                    |  | ещё 12 семейств (согласно Системе APG III) | ещё 12 семейств (согласно Системе APG III)    |                                               |  |  |  | ещё 20 триб (согласно Системе APG III)         | ещё 20 триб (согласно Системе APG III)         |  |  |  |  | ещё от 500 до 600 видов | ещё от 500 до 600 видов |
|  |                                      |  |                                                              |                                                              |                    |  | ещё 12 семейств (согласно Системе APG III) | ещё 12 семейств (согласно Системе APG III)    |                                               |  |  |  | ещё 20 триб (согласно Системе APG III)         | ещё 20 триб (согласно Системе APG III)         |  |  |  |  | ещё от 500 до 600 видов | ещё от 500 до 600 видов |
|  |                                      |  |                                                              | порядок Астроцветные                                         |                    |  |                                            |                                               | подсемейство Астровые                         |  |  |  |                                                | род Бессмертник                                |  |  |  |  |                         |                         |
|  |                                      |  |                                                              | порядок Астроцветные                                         |                    |  |                                            |                                               | подсемейство Астровые                         |  |  |  |                                                | род Бессмертник                                |  |  |  |  |                         |                         |
|  | отдел Цветковые, или Покрытосеменные |  |                                                              |                                                              | семейство Астровые |  |                                            |                                               | триба Gnaphalieae                             |  |  |  | вид Бессмертник золотистый                     |                                                |  |  |  |  |                         |                         |
|  | отдел Цветковые, или Покрытосеменные |  |                                                              |                                                              |                    |  |                                            |                                               |                                               |  |  |  |                                                |                                                |  |  |  |  |                         |                         |
|  |                                      |  | ещё 44 порядка цветковых растений (согласно Системе APG III) | ещё 44 порядка цветковых растений (согласно Системе APG III) |                    |  |                                            | ещё 11 подсемейств (согласно Системе APG III) | ещё 11 подсемейств (согласно Системе APG III) |  |  |  | ещё более 130 родов (согласно Системе APG III) | ещё более 130 родов (согласно Системе APG III) |  |  |  |  |                         |                         |
|  |                                      |  |                                                              | ещё 44 порядка цветковых растений (согласно Системе APG III) |                    |  |                                            |                                               | ещё 11 подсемейств (согласно Системе APG III) |  |  |  |                                                | ещё более 130 родов (согласно Системе APG III) |  |  |  |  |                         |                         |